# Refugi de l'Exèrcit Republicà
El Refugi de l'Exèrcit Republicà és una obra de Pujalt (Anoia) protegida com a Bé Cultural d'Interès Local.

## Descripció
És un refugi situat al peu del camí que hi ha a la part baixa del turó. És un refugi integral amb dues boques. Al costat hi ha un polvorí excavat també als nivells naturals.
Té diferents galeries disposades en ziga-zaga, clarament concebudes per protegir l'interior dels efectes de la metralla. Les mides aproximades són de 120 m, de llargada total, 1,75 d'amplada i 1,80 d'alçada, tot i que el terra original pot estar a un nivell inferior a l'actual.
A l'interior hi ha marques de les eines emprades -bàsicament pics- per a l'excavació del refugi i en diferents punts hi ha algunes banquetes, possiblement on s'acomodaven. Hi ha diverses inscripcions, hi figura l'any de la construcció 1938.

## Història
Durant la guerra civil de 1936-39 s'instal·là a Pujalt la base d'instrucció militar del 18è cos d'exercit republicà.